# Douglas County (Nevada)
Douglas County ist ein County im Nordwesten des Bundesstaates Nevada der Vereinigten Staaten. Der Verwaltungssitz (County Seat) ist Minden mit dem einzigen größeren Flughafen des Countys, dem Minden-Tahoe-Airport.

## Geschichte
Die ersten Handelsposten in der Gegend des heutigen Countys wurden bereits in den 1850er Jahren errichtet. Das County war eines der ersten neun Countys, die 1861 von der Verwaltung des damaligen Nevada Territory gegründet wurden. Es wurde nach Stephen Douglas, dem Präsidentschaftskandidaten der Demokraten für die Präsidentschaftswahlen 1860 benannt, der sich in diesem Wahlkampf mit dem späteren Präsidenten Abraham Lincoln schwere Wortgefechte lieferte.
23 Bauwerke und Stätten des Countys sind im National Register of Historic Places eingetragen (Stand 14. Februar 2018).

## Geographie
Das im Westen von Nevada gelegene Douglas County erstreckt sich vom Carson Valley bis zur Sierra Nevada. Im Westen grenzt es an den Staat Kalifornien beziehungsweise das El Dorado County, mit dem es sich den Lake Tahoe zur Hälfte teilt.
Das County bedeckt insgesamt 1910 km² Fläche, von denen 1838 Quadratkilometer Land- und 72 Quadratkilometer Wasserflächen sind, was einem Wasseranteil von 3,77 % entspricht.

## Demografische Daten

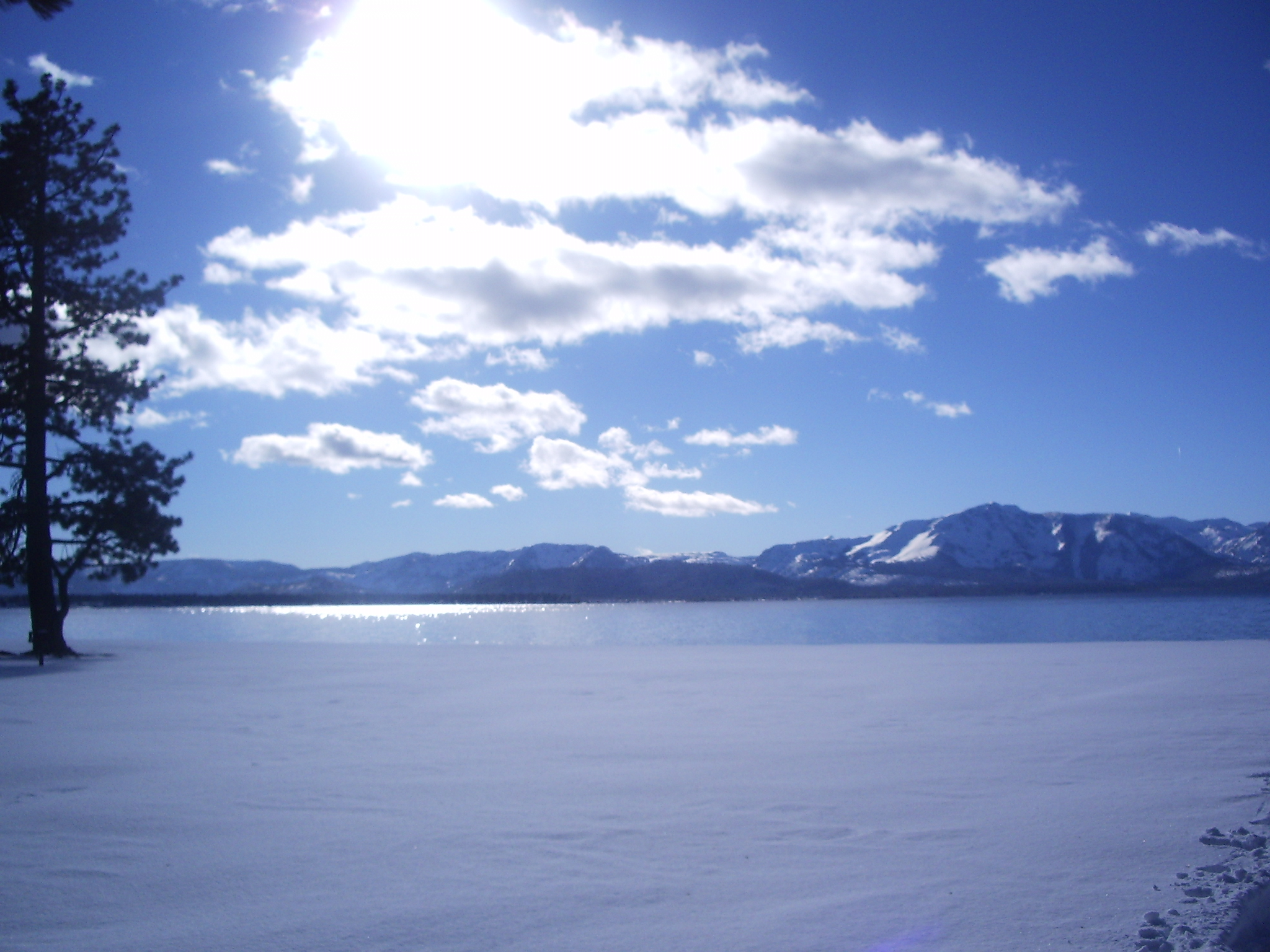
Nevada Beach im Winter

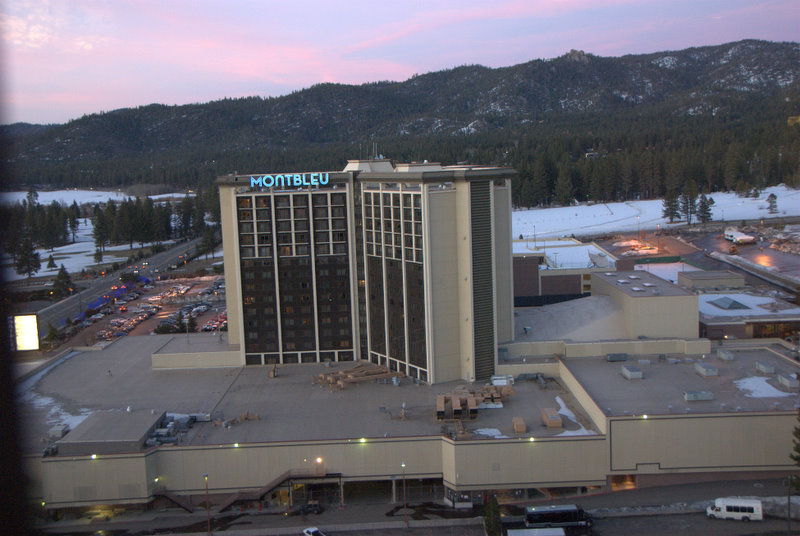
Das MontBleu Resort Casino & Spa

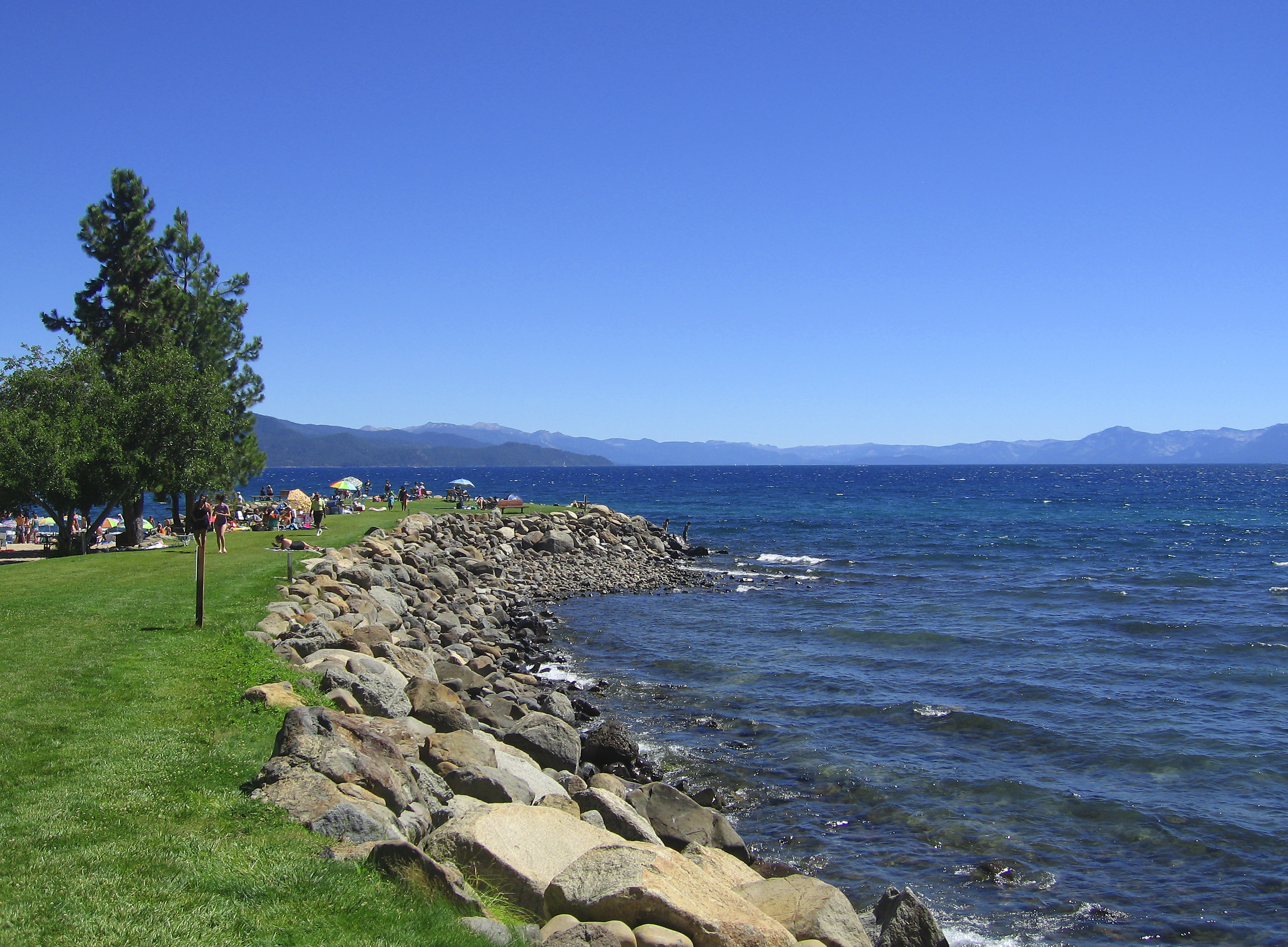
Burnt Cedar Beach am Lake Tahoe

Nach der Volkszählung im Jahr 2000 lebten im County 41.259 Menschen. Es gab 16.401 Haushalte und 32.813 Familien. Die Bevölkerungsdichte betrug 22 Einwohner pro Quadratkilometer. Ethnisch betrachtet setzte sich die Bevölkerung zusammen aus 91,88 % Weißen, 0,31 % Afroamerikanern, 1,68 % amerikanischen Ureinwohnern, 1,25 % Asiaten, 0,15 % Bewohnern aus dem pazifischen Inselraum und 2,54 % aus anderen ethnischen Gruppen; 2,19 % stammten von zwei oder mehr ethnischen Gruppen ab. 7,41 % Prozent der Bevölkerung waren spanischer oder lateinamerikanischer Abstammung.
Von den 16.401 Haushalten hatten 30,70 % Kinder und Jugendliche unter 18 Jahre, die bei ihnen lebten. 60,50 % waren verheiratete, zusammenlebende Paare, 8,00 % waren allein erziehende Mütter. 27,50 % waren keine Familien. 20,70 % waren Singlehaushalte und in 6,60 % lebten Menschen im Alter von 65 Jahren oder darüber. Die Durchschnittshaushaltsgröße betrug 2,50 und die durchschnittliche Familiengröße lag bei 2,88 Personen.
Auf das gesamte County bezogen setzte sich die Bevölkerung zusammen aus 24,00 % Einwohnern unter 18 Jahren, 5,50 % zwischen 18 und 24 Jahren, 26,40 % zwischen 25 und 44 Jahren, 28,90 % zwischen 45 und 64 Jahren und 15,20 % waren 65 Jahre alt oder darüber. Das Durchschnittsalter betrug 42 Jahre. Auf 100 weibliche Personen kamen 102,10 männliche Personen, auf 100 Frauen im Alter ab 18 Jahren kamen statistisch 100,70 Männer.

Das jährliche Durchschnittseinkommen eines Haushalts betrug 51.849 USD, das Durchschnittseinkommen der Familien betrug 57.092 USD. Männer hatten ein Durchschnittseinkommen von 40.436 USD, Frauen 28.762 USD. Das Prokopfeinkommen betrug 27.288 USD. 7,30 % der Bevölkerung und 5,80 % der Familien lebten unterhalb der Armutsgrenze. 9,70 % davon waren unter 18 Jahre und 5,30 % waren 65 Jahre oder älter.

## Orte im Douglas County
Im Douglas County liegen keine Gemeinden. Zu Statistikzwecken führt das U.S. Census Bureau 21 Census-designated places, die dem County unterstellt sind und keine Selbstverwaltung besitzen. Diese sind wie die Unincorporated Communities gemeindefreies Gebiet.
Census-designated places (CDP)
| - Carter Springs - Double Spring - East Valley - Fish Springs - Gardnerville - Gardnerville Ranchos - Genoa | - Glenbrook - Indian Hills - Johnson Lane - Kingsbury - Lakeridge - Logan Creek - Minden | - Round Hill Village - Ruhenstroth - Skyland - Stateline - Topaz Lake - Topaz Ranch Estates - Zephyr Cove |

andere Unincorporated Communities
| - Mottsville - Sheridan |

## Schutzgebiete
Im Douglas County liegen mehrere Schutzgebiete:
- Toiyabe National Forest (Teilgebiet)
- Dangberg Home Ranch Historic Park
- Lake Tahoe-Nevada State Park (Teilgebiet)
- Mormon Station State Historic Park